# Barakuda (komiks)
Barakuda (fr. Barracuda) – francuskojęzyczna seria komiksowa autorstwa dwóch Belgów: scenarzysty Jeana Dufaux i rysownika Jérémy’ego Petiqueux, opublikowana w sześciu tomach w latach 2010–2016 przez francuskie wydawnictwo Dargaud. Ukazała się w całości po polsku nakładem wydawnictwa Taurus Media.

## Fabuła
W XVII w. w morskiej bitwie piraci z okrętu Barakuda zdobywają mapę wskazującą lokalizację diamentu Kashar – skarbu ukrytego na Karaibach. Rozpoczynają jego poszukiwania pod dowództwem okrutnego kapitana Blackdoga. Nie wiedzą jednak, że skarb obłożony jest klątwą, która sprowadza zgubę na znalazcę.

## Tomy
| Tom | Tytuł i rok wydania polskiego | Tytuł i rok wydania oryginalnego |
| --- | ----------------------------- | -------------------------------- |
| 1   | Niewolnicy (2017)             | Esclaves (2010)                  |
| 2   | Blizny (2018)                 | Cicatrices (2011)                |
| 3   | Pojedynek (2018)              | Duel (2012)                      |
| 4   | Rewolty (2018)                | Révoltes (2013)                  |
| 5   | Kanibale (2019)               | Cannibales (2015)                |
| 6   | Wyzwolenie (2021)             | Délivrance (2016)                |